# الاعتراف الدولي بأبخازيا وأوسيتيا الجنوبية

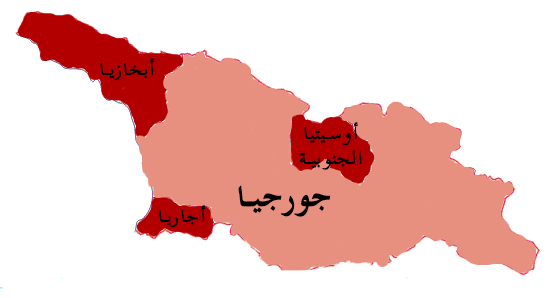
خريطة جورجيا ويظهر فيها إقليمي أبخازيا وأوسيتيا الجنوبية الانفصاليين، بالإضافة إلى إقليم أجاريا ذو الحكم الذاتي.

تعد أبخازيا وأوسيتيا الجنوبية أقاليم متنازع عليها في القوقاز. تعتبرهما الحكومة المركزية لجورجيا جمهوريتين تحت الاحتلال العسكري الروسي. اعترفت بهما روسيا، وفنزويلا، ونيكاراغوا، وناورو وسوريا جزئيًا كدول مستقلة. اعترفت روسيا باستقلال أبخازيا وأوسيتيا الجنوبية لأول مرة في أعقاب الحرب الروسية الجورجية عام 2008.
منذ إعلان استقلالهما، اعترفت سبع وست دول في الأمم المتحدة على التوالي  بأبخازيا وأوسيتيا، رغم أن دولة توفالو قد سحبت اعترافها بهما عام 2014. تعترف كل من المنطقتين بالأخرى، وتعترف بهما بعض الدول الأخرى غير الأعضاء في الأمم المتحدة. اعترفت سوريا باستقلال المنطقتين الانفصاليتين في مايو 2018. فقطعت جورجيا علاقاتها مع سوريا لاعترافها بأبخازيا وأوسيتيا الجنوبية في 29 مايو 2018.
يعتبر دخول الأراضي المحتلة عبر روسيا دون إذن جورجيا غير مشروع رسميًا بموجب القانون الجورجي؛ بينما يمكن السفر عبر الأراضي الجورجية، لا توصي الحكومة الجورجية بالسفر عبر الأراضي المتنازع عليها، لأنها لا تستطيع ضمان السلامة داخلهما، فقد اختُطف أشخاص وقُتلوا قرب الحدود الفعلية.

## نبذة تاريخية
أعلنت أوسيتيا الجنوبية استقلالها عن جورجيا خلال حرب أوسيتيا الجنوبية 1991-1992 في 29 مايو 1992، وأشارت في دستورها إلى «جمهورية أوسيتيا الجنوبية». أعلنت أبخازيا استقلالها بعد حربها مع جورجيا في 1992-1993. واعتُمد دستورها في 26 نوفمبر 1994.

### تطورات عام 2008
في أبريل 2008، أصدر مجلس الأمن التابع للأمم المتحدة بالإجماع القرار 1808 الذي أعاد التأكيد على «تعهد جميع الدول الأعضاء بسيادة جورجيا واستقلالها وسلامتها الإقليمية داخل حدودها المعترف بها دوليًا، ودعم جميع الجهود التي تبذلها الأمم المتحدة ومجموعة أصدقاء الأمين العام، التي تسترشد بعزمهم على تعزيز تسوية النزاع الأبخازي-الجورجي بالوسائل السلمية فقط وفي إطار قرارات مجلس الأمن».
بدأت حرب أوسيتيا الجنوبية في أغسطس 2008 بين جورجيا من جهة وأوسيتيا الجنوبية وأبخازيا وروسيا من جهة أخرى، انتهت بانتصار أوسيتيا الجنوبية وأبخازيا وروسيا وطرد القوات العسكرية الجورجية من المنطقتين. وفي 21 أغسطس 2008، نُظمت مسيرات في تسخينفالي وسوخومي، ناشد فيها شعب أوسيتيا الجنوبية وأبخازيا، على التوالي، الرئيس الروسي ديمتري ميدفيديف والجمعية الاتحادية الروسية الاعتراف رسمياً باستقلالهما كدولتين ذات سيادة. توجه رئيس أوسيتيا الجنوبية إدوارد كوكويتي إلى موسكو في 23 أغسطس 2008 لمخاطبة مجلس الاتحاد الروسي، وقال في مناشدته  «لا يمكن وصف ما فعتله القيادة الجورجية في أوسيتيا الجنوبية إلا بأنه معركة ستالينغراد القوقازية». وقدم رئيس جمهورية أبخازيا سيرغيه باغاباش في 25 أغسطس 2008 بيانًا إلى مجلس الاتحاد. قال باغابش في خطابه إلى المجلس «يمكنني التأكيد أن أبخازيا وأوسيتيا الجنوبية لن تكونا أبدًا جزءًا من جورجيا».

## اعتراف روسيا
بعد الاستماع إلى المناشدات المذكورة أعلاه من قيادتي أبخازيا وأوسيتيا الجنوبية، أصدر مجلس الاتحاد ومجلس الدوما في 25 آب 2008 اقتراحات تدعو الرئيس ديمتري ميدفيديف إلى الاعتراف باستقلال الدولتين وإقامة علاقات دبلوماسية معهما.

وقع الرئيس ميدفيديف في 26 أغسطس 2008 على قرارات تعترف باستقلال أبخازيا وأوسيتيا الجنوبية كدولتين ذات سيادة، وأدلى بالبيان التالي:
«يجب اتخاذ قرار بناءً على الوضع على أرض الواقع. وبالنظر في الإرادة الحرة لشعب أوسيتيا وأبخازيا، والاسترشاد بأحكام ميثاق الأمم المتحدة، وإعلان عام 1970 المتعلق بمبادئ القانون الدولي التي تنظم العلاقات الودية بين الدول، ووثيقة هلسنكي الختامية لمؤتمر الأمن والتعاون في أوروبا لعام 1975 والصكوك الدولية الأساسية الأخرى، وقعتُ على مراسيم اعتراف الاتحاد الروسي باستقلال أوسيتيا الجنوبية وأبخازيا. تدعو روسيا الدول الأخرى أن تحذو حذوها. هذا ليس خيارًا سهلاً، ولكنه يمثل السبيل الوحيد لإنقاذ الأرواح البشرية».
ذكر الرئيس ميدفيديف أيضًا «سارعت الدول الغربية إلى الاعتراف بإعلان استقلال إقليم كوسوفو غير الشرعي عن صربيا. لقد أكدنا دائمًا أنه من المستحيل، بعد ذلك، أن نقول للأبخازيين والأوسيتيين (وعشرات الجماعات الأخرى حول العالم) إن ما كان صالحًا لألبان كوسوفو ليس صالحًا لهم. ففي العلاقات الدولية، لا يمكن أن تُطبق قاعدة على البعض وقاعدة أخرى على غيرهم».
أشار رئيس الوزراء الروسي فلاديمير بوتين إلى العدوان الجورجي السابق على أوسيتيا، وقال «إن من يصرون على أن تظل هذه الأراضي تابعة لجورجيا هم ستالينيون - يتمسكون بقرار جوزيف فيساريونوفيتش ستالين»، مشيرًا إلى أن ستالين، وهو من إثنية جورجية، هو من أعطى الإقليم للجمهورية الجورجية الاشتراكية السوفياتية، سلف جمهورية جورجيا الحديثة.
صرح ديمتري روغوزين، المندوب الروسي لدى الناتو، بأن اعتراف روسيا باستقلال أبخازيا وأوسيتيا الجنوبية «لا رجعة فيه»، لكنه دعا «دول الناتو إلى الانسحاب ومراجعة قرارها بشأن استقلال كوسوفو»، ثم «العمل على أساس أن هذا هو الواقع السياسي الجديد». وحذر أيضًا من أن أي هجوم للناتو على المناطق التي تدعمها روسيا «سيعني إعلان حرب على روسيا.»
انتقدت الولايات المتحدة  في مجلس الأمن التابع للأمم المتحدة الدعم الروسي للحكومتين الانفصاليتين بشدة، متهمةً الحكومة الروسية بانتهاك وحدة أراضي جورجيا. ورداً على ذلك، هاجم فيتالي تشوركين، الممثل الدائم لروسيا لدى الأمم المتحدة، الادعاء الأمريكي بأسس أخلاقية عالية من خلال التذكير بغزوها للعراق عام 2003. واتهم آخرون الولايات المتحدة بالنفاق، مشيرين إلى دعمها لانتهاك السلامة الإقليمية الصربية عندما اعترفت باستقلال كوسوفو عام 2008.
رحبت الحكومة الروسية أيضًا باعتراف نيكاراغوا بالدولتين، ودعت الدول الأخرى إلى «الاعتراف بالواقع» والاقتداء بنيكاراغوا. أعلن الرئيس دانييل أورتيغا أن حكومته «تعترف باستقلال أوسيتيا الجنوبية وأبخازيا وتؤيد تمامًا موقف الحكومة الروسية». ووقع ميدفيديف على مشاريع قوانين فيدرالية تصدق على اتفاقيات الصداقة والتعاون والمساعدة المتبادلة بين حكومته وحكومات أبخازيا وجنوبًا أوسيتيا. نصت القوانين على التزامات كل دولة بتقديم المساعدة للأخرى إذا تعرضت أي منها للهجوم، والحماية المشتركة لحدود أبخازيا وأوسيتيا الجنوبية، بالإضافة إلى التعاون في مجموعة واسعة من القضايا الاقتصادية والاجتماعية والإنسانية. وأيضًا مكافحة الدول الجريمة المنظمة والإرهاب الدولي والاتجار المخدرات، ووقِع على وثائق لهذه الأغراض لمدة 10 سنوات مع خيار تمديد الاتفاق تلقائيًا.

### استجابة جورجيا
عدّ الرئيس الجورجي ميخائيل ساكاشفيلي خطوة روسيا بمثابة محاولة لتغيير معالم وحدود أوروبا بالقوة. هذا جزء مما جاء في تصريحه:
إنها أول محاولة على الأرض الأوروبية… منذ عهد نظام هتلر والاتحاد السوفيتي الستاليني، حيث تحاول دولة كبيرة، مستخدمة القوة العسكرية بمفردها، سحق جارتها كليًا وضم أراضيها علنًا.
ذلك خروج عن القانون وغطرسة لا يمكن تصوّرهما… أدت تصرفات روسيا إلى إلحاق ضرر لا يمكن تخيّله بمكانتها في المجتمع الدولي.
ليست قضيّة إعادة تأسيس الوحدة الإقليمية لجورجيا وصيانة حريّتها مسألةً جورجية داخلية، ولا نزاعًا بين جورجيا وروسيا، بل مسألة روسيا مع باقي العالم المتحضر. مستقبل جورجيا لا يخصّها فقط، بل يخصّ مستقبل كافة دول العالم المتحضر أيضًا…
قال نائب وزير الخارجية الجورجي غيغا بوكيريا أنّ ذلك «ضمٌّ صارخ للأراضي، والأخيرة جزءٌ من جورجيا».
أقرّ البرلمان الجورجي في 28 أغسطس قرارًا يصنّف أبخازيا وأوسيتيا الجنوبية بـ«المناطق المحتلة من طرف روسيا» وطلب من الحكومة إلغاء كافة الاتفاقيات السابقة مع الروس بخصوص حفظ السلام. أعلنت الحكومة في اليوم التالي قطع العلاقات الدبلوماسية مع روسيا، فأُغلقت السفارة الجورجية في موسكو ونظيرتها الروسية في تبليسي بسبب ذلك. استدعت جورجيا سفيرها من روسيا وطلبت من كافة الدبلوماسيين الروس مغادرة البلاد، قائلة إنها ستحافظ على العلاقات القنصلية فقط. علّقت وزارة الخارجية الروسية على هذا القرار، وقالت إن نحو 600 ألف إلى مليون جورجي في روسيا سيُتركون «تحت رحمة القدر».
قطعت جورجيا علاقاتها الدبلوماسية مع نيكاراغوا في وقت لاحق. كانت الخطوة التالية لجورجيا عزل المناطق المنفصلة اقتصاديًا، ففرضت حظرًا على النشاط الاقتصادي في المنطقتين من دون إصدار إذن جورجي، بحيث يواجه أي شخص ينتهك هذا الحظر الذي فرضته السلطات الجورجية عقوبة المحاكمة القضائية. فرضت البحرية الجورجية حصارًا على ساحل أبخازيا، واستولت على 23 سفينة شحن حاولت إيصال المؤن والمعدات إلى أبخازيا، تؤلّف إمدادات الوقود أغلبها، فتعتمد أبخازيا على واردات الوقود، وواجهت أزمة شحّ حادة نتيجة ذلك. بدأت روسيا إرسال قواربٍ من أسطول البحر الأسود في 21 سبتمبر عام 2009 ردًا على إجراءات جورجيا، وفي أغسطس 2009، أطلقت روسيا وأوسيتيا الجنوبية اتهامات لجورجيا بقصف القرى الأوسيتية واختطاف 4 مواطنين من أوسيتيا الجنوبية. هدّدت روسيا باستخدام القوة إذا لم تتوقف جورجيا عن القصف، ووضعت جنودها المتمركزين في أوسيتيا الجنوبية في حالة تأهب عالٍ.
انتقدت جورجيا دولة ناورو عقب اعتراف الجزيرة الصغيرة بدولة أبخازيا. قال وزير إعادة الاندماج تيمور ياكوباشفيلي أن «اعتراف ناورو باستقلال أبخازيا أشبه بالتمثيلية الكوميدية… لا يغيّر هذا الاعتراف أي شيء على الساحة الدولية».
تبنّت جورجيا في يناير 2010 استراتيجيةً تخصّ إعادة دمج أبخازيا وأوسيتيا الجنوبية. أُطلق على هذه الاستراتيجية اسم الانخراط عبر التعاون، وعُرضت على المنظمات الدولية وأبخازيا وأوسيتيا الجنوبية. تقول الوثيقة أن جورجيا لا ترى سوى الطرائق السلمية لحلّ النزاع، ولا حاجة للحرب في تلك المنطقتين. تتصوّر الاستراتيجية انخراط ومشاركة الناس من تلك المنطقتين، عبر التعليم والمشاريع والاجتماعية والاقتصادية والتجارية، بدلًا من العزلة التي تعيشها.
يحظر القانون الجورجي دخول أوسيتيا الجنوبية وأبخازيا عبر روسيا من دون الحصول على إذنٍ من جورجيا، في حين يجوز السفر عبر الأراضي الجورجية إلى أبخازيا، لكن جورجيا لا تضمن سلامة الأشخاص في المناطق المتنازع عليها، ولا تنصح الحكومة الجورجية بالذهاب إلى أبخازيا أو أوسيتيا الجنوبية. لا يُسمح للأجانب دخول أوسيتيا الجنوبية من المناطق التي تسيطر عليها الحكومة الجورجية، فلا تسمح سلطات الأمر الواقع في أوسيتيا الجنوبية بحدوث ذلك ولا تقدّم التسهيلات اللازمة.